# Hugo Bab Quintela
Hugo Bab Quintela  ( Buenos Aires,  Argentina, 1943 ) es un actor, director de teatro. dramaturgo, compositor, psiquiatra y psicoanalista que se ha dedicado tanto a la actividad médica como a la teatral.

## Actividad profesional
Desde su adolescencia se vinculó al teatro, primero como actor y autor y posteriormente como director. En 1961 estrenó su primera obra, titulada ¿Es Ud. de mi familia?  a la que siguió en 1965 Cuando sonríe la demencia, ambas auspiciadas por la Municipalidad de la Ciudad de Buenos Aires. Posteriormente estrenó Un esquema reducido de la cosa (1967), Estoqueestacá (1979), Deacastallá (1981), Nicolás (1981) y Quién dijo quién dijo (1988). También escribió obras de teatros infantiles, como Tan Ton Sin Ton Ni Son (1965),  Buscascas  (1980), Memiroymemiras  (1981), ¿Qué pasa Nuria?  (1982), Malas personas , Muertos de Risa , ¿Quién dijo, quién dijo? (1988),Una mujer mató a un león  (1992) e Inocentes criaturas  (1998). También escribió las letras y música de las canciones de la obra Millonario en apuros  (1968), "Muertos de risa"(2011". "Malas personas"(2013) y "Los Ningunos" (2016).
Participó como autor y actor en los espectáculos Los Ningunos , Nadie te conoce mejor que yo , Cuatro Actos de Servicio (2003), que fue seleccionado en el “Certamen Nacional de Dramaturgos” de Argentores de 2002  y Desplazados  (2006). Dirigió El beneficio de la duda  y El amor, es para tanto? y escribió, dirigió y actuó en Telones y Retazos  (2010) y Yo recuerdo...."¿Está fresco, no? (autor-protagonista- Año: 2023)
Publicó los libros Mis más tristes monólogos de humor, De traiciones, esperanzas y desagravios, Y si podés...reíte, No es cosa de risa, ¿o si?, El humor es un truco y Viene a cuento.
Desde antes del 2000 participa en programas de radio; el que condujo hasta 2019 en Radio Palermo (94.7) El gato en la ventana tenía con comentarios sobre teatro, cine y televisión, literatura,  música de todos los tiempos y entrevistas a personalidades de la cultura en general y cumplió más de 800 emisiones. También condujo por Radio UB 90.9 la Radio de la Universidad de Belgrano, El mapa y el Espejo. El gato en la ventana pasó a emitirse por Radio Zonica los sábados a las 15hs.
Es integrante del Consejo Profesional de Radio de Argentores.
En su actividad como psiquiatra y psicoanalista trabaja con técnicas psicodramáticas y dice que prefiere utilizar la sátira en las obras de teatro para adultos y que en el teatro infantil privilegia la comunicación a través del trabajo corporal generadora de imágenes.

## Filmografía
Director y banda de sonido
- Apenas reflejos